# Salih
Ṣāliḥ in arabo ﺻﺎﻟﺢ‎?, che vuol dire "pio",  è  un profeta preislamico che fu mandato, secondo il Corano, ad ammonire il popolo higiazeno dei Thamūd per portarli alla vera fede.
In tale occasione, riferendo un'usanza "sacra" in effetti messa in atto dagli Arabi della Jāhiliyya, egli avrebbe ammonito i Thamūd a lasciar pascolare in pace una cammella ma, disubbidendogli, l'animale sarebbe stato invece ucciso, suscitando la collera di Allah, che provocò la morte di tutta quella gente che non aveva ascoltato il profeta mandato loro. 
In base alle testimonianze archeologiche, storiche ed epigrafiche sul popolo dei Thamūd, la sua vicenda sarebbe da collocarsi attorno al V sec. d.C. 

La sua città è al-Hijr, oggi Mada'in Salih.